# Husinec (Kelet-prágai járás)
Husinec település Csehországban, a Kelet-prágai járásban. Husinec Roztoky, Klecany, Větrušice és Libčice nad Vltavou településekkel határos. Lakosainak száma 1581 fő (2024. január 1.).

## Népesség
A település lakosságának változását az alábbi diagram mutatja:
| Lakosok száma | 148  | 164  | 212  | 755  | 786  | 1390 | 1416 | 1481 | 1601 | 1581 |
|               | 1869 | 1900 | 1921 | 1961 | 1980 | 2011 | 2016 | 2019 | 2021 | 2024 |